# Val Trupchun
Le val Trupchun est une vallée de Suisse située en grande partie dans le Parc national suisse et dépendant de la commune de S-chanf, dans le canton des Grisons.

## Géographie

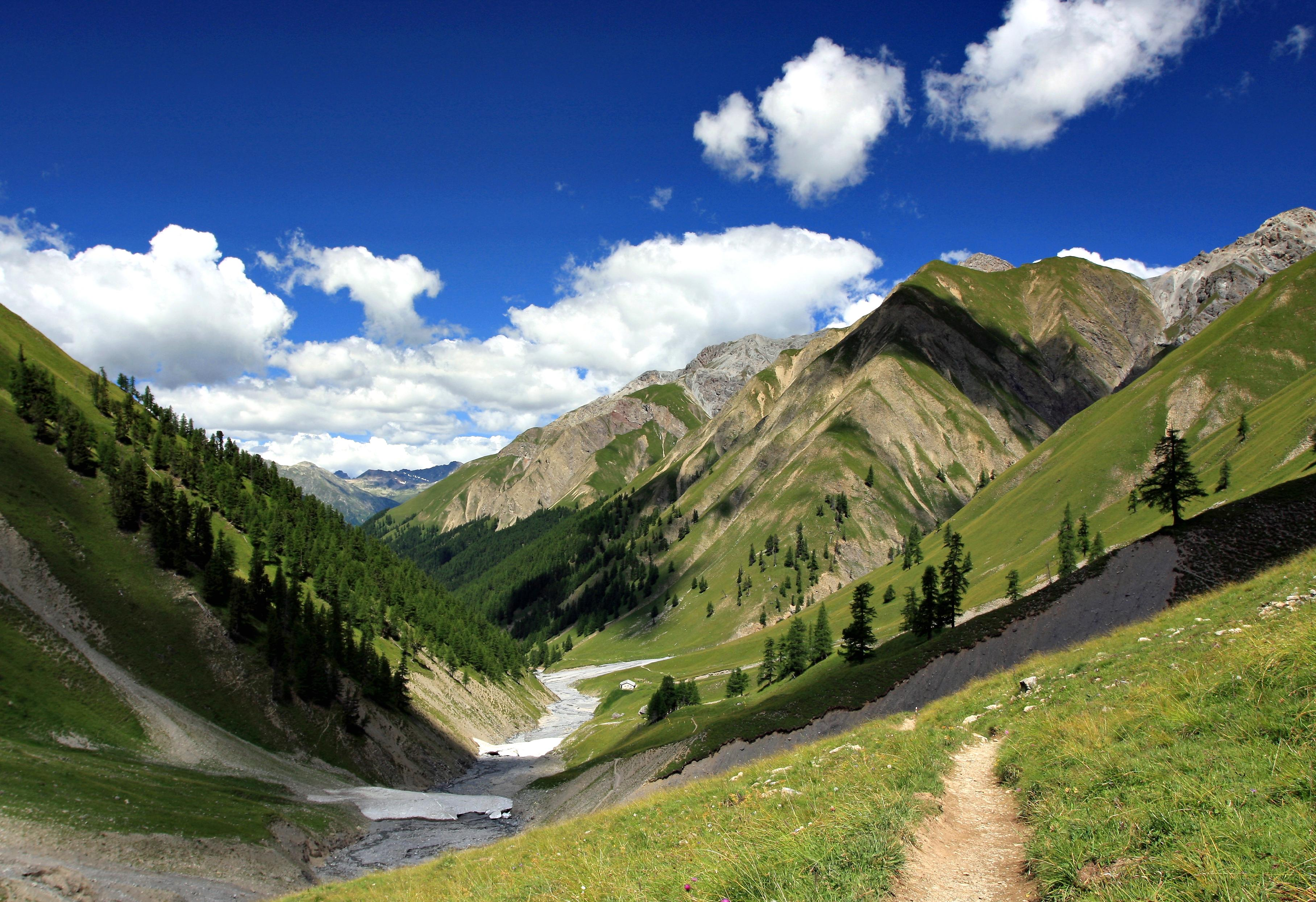
Vue du val Trupchun.

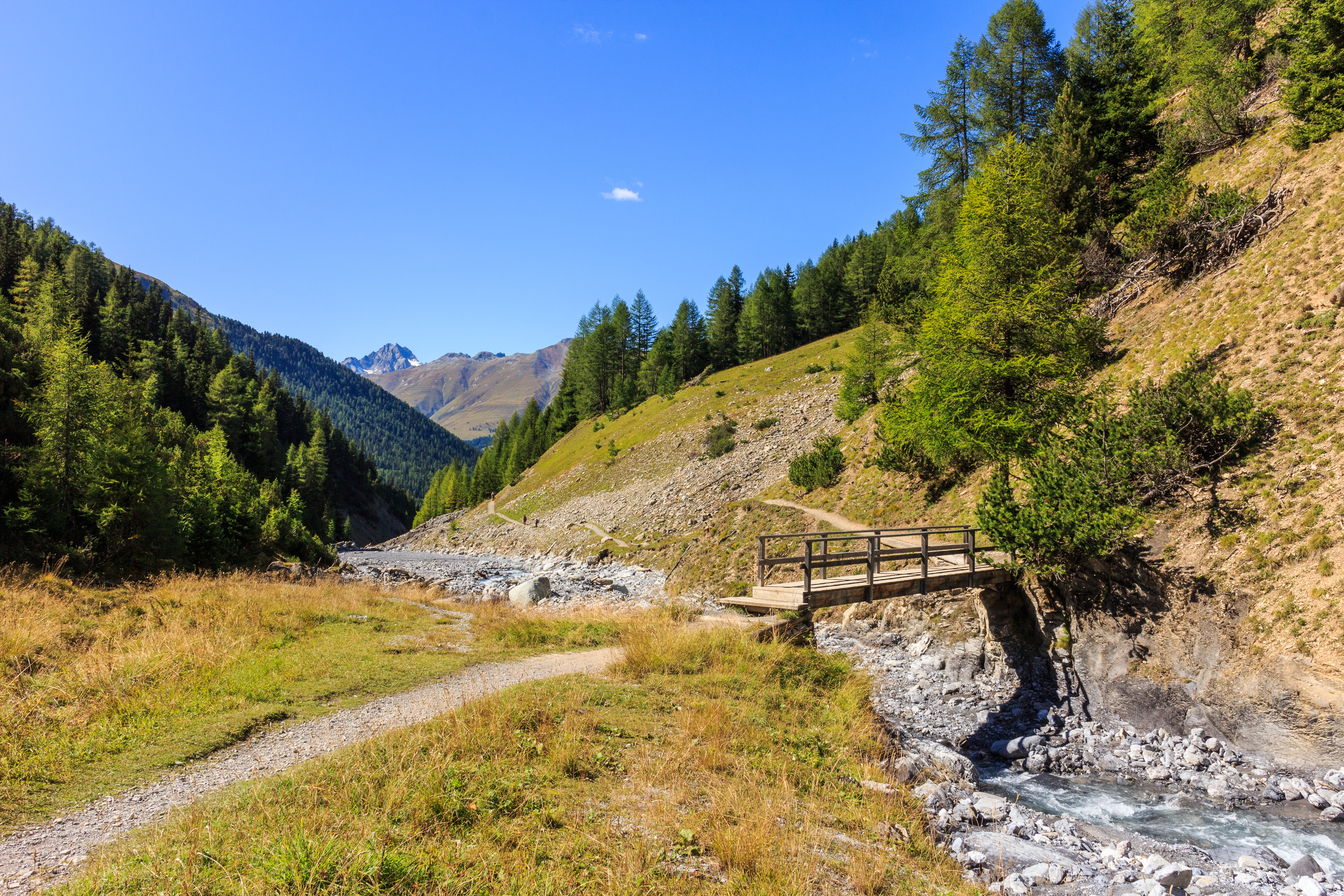
Petit pont sur l'Ova da Varusch dans le val Trupchun.

Le val Trupchun est un vallon de quelques kilomètres de long, démarrant au niveau du village de S-chanf perpendiculairement à la vallée de l'Engadine. Large d'un à deux kilomètres, il est entouré de montagnes telles que le Piz Trupchun. Au niveau de S-chanf et jusqu'à l'entrée du parc, il est couvert d'une forêt de conifères, majoritairement des pins de montagne, des arolles et des mélèzes, qui peu à peu s'éclaircit pour laisser la place aux brousses de pin couché et aux landes et pelouses alpines, coupés de temps à autre par des éboulis ou des restes d'avalanches. Son altitude varie de 1 660 m à 2 600 m environ. Une route carrossable interdite à la circulation permet d'y accéder depuis S-chanf. Les visiteurs doivent se parquer à Prasüras et peuvent emprunter divers sentiers pour se rendre à la parkhütte Varusch située à environ 500 mètres de l'entrée du parc national. Une fois dans le parc national, il est interdit de sortir des chemins pédestres.

## Histoire
Le val Trupchun a été avec le val Cluozza la première région choisie pour former le Parc national suisse à sa création en 1914. Sa situation à la frontière italienne près de la région de Livigno, en a fait autrefois un passage de choix pour entrer en Suisse. En 1940, quatre fortins d'infanterie, dont un sous roche, ont été construits à la hauteur du val da Scrigns en aval de la parkhütte Varusch. Leur rôle était l'interdiction du passage par des troupes d’infanterie ayant soit franchi le fuorcla Trupchun à l’extrême sud du val à la frontière italienne, soit pénétré dans les vals Chaschauna et Vaüglia en amont du val da Scrigns.

## Faune et flore
L'encaissement de cette vallée couplée à l'absence de toute intervention humaine (chasse, déforestation, etc.) depuis près d'un siècle en fait un havre de paix pour la faune. Dans les forêts de pins et d'arolles, typiques du parc national, il n'est pas rare d'observer des chevreuils, qui restent toutefois assez farouches. On ne peut pas en dire autant des Cassenoix mouchetés (Nucifraga caryocatactes), dont le cri guttural (crèèè-crèèè-crèèè) se fait entendre dans toute la forêt. Ils partagent les arbres avec les écureuils, assez nombreux, notamment près de Purschèr.
Dans les premières clairières après l'entrée du parc, plusieurs colonies de marmottes font la joie des visiteurs car elles se laissent facilement approcher. Après quelques minutes de marche sur le flanc est du vallon, le sentier rejoint l'Ova Trupchun, la rivière qui coule au milieu du val Trupchun pour se jeter dans l'Inn près de Cinuos-Schel. La traversée d'un petit pont de bois permet d'accéder à l'ancienne ferme de Purschèr, située dans un pré ponctué de très nombreux aconits. Ces belles fleurs violet foncé doivent leur abondance à leur attrait pour les sols azotés, ce qui est le cas de cet endroit autrefois peuplé de moutons et de leur déjections. Entre les aconits, il est très fréquent d'apercevoir une ou plusieurs marmottes.
Plus en avant, après quelques lacets à travers une forêt de mélèzes dans laquelle vous ne manquerez pas d'apercevoir un écureuil, le sentier débouche dans un pré qui s'étend jusqu'à la fin du vallon, où il se transforme peu à peu en un gigantesque éboulis sur les pentes du Fuorcla Trupchun. De ce pré, sur la droite, le visiteur distingue au-dessus de la limite supérieure des arbres des petites taches brun-rouge qui au fur et à mesure qu'il se rapproche se transformeront en cerfs élaphes. Ces cervidés peuplent la vallée en abondance, et se font notamment remarquer entre le 15 septembre et le 15 octobre, période à laquelle les mâles viennent rejoindre les troupeaux de biches et de jeunes dans le val Trupchun pour se reproduire. Le spectacle est alors grandiose : de nombreux mâles combattent à coups de bois pour s'attirer les faveurs des femelles, dans un concert quasi ininterrompu de brames qui résonnent dans toute la vallée. En dehors de la période de reproduction, seuls les femelles et les jeunes se trouvent dans le val Trupchun, quasi exclusivement sur le versant nord du vallon.

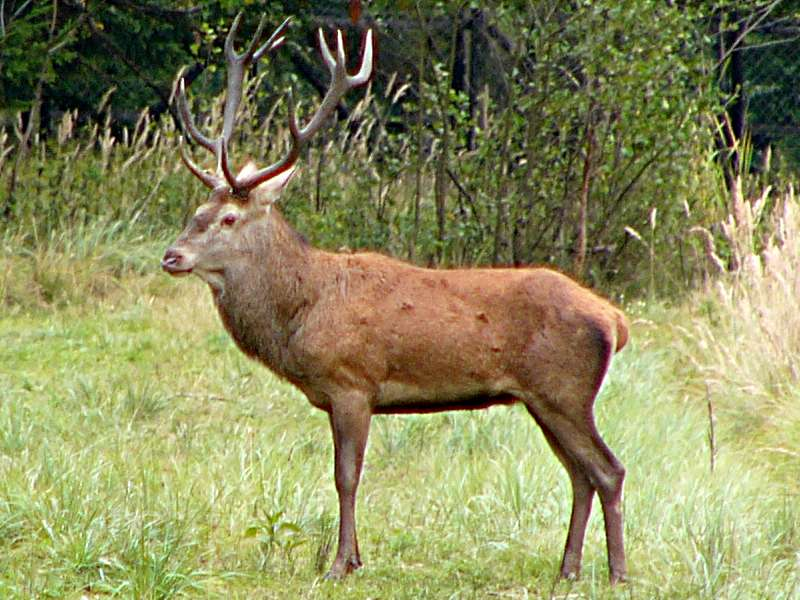
Un cerf élaphe, ou cerf rouge.

Le versant sud, lui, est occupé par les bouquetins. Ceux-ci vivent parmi les éperons rocheux du fond de la vallée, mais n'hésitent pas à descendre à l'occasion jusque vers l'Alp Trupchun, notamment en cas de mauvais temps. Les habitants de la région ont d'ailleurs l'habitude de prévoir le temps qu'il fera en fonction de l'altitude des bouquetins: plus ils descendent, plus il fera mauvais.
Moins nombreux que les cerfs et les bouquetins, les chamois sont tout de même aisément observables pour qui s'aventure jusqu'au fond de la vallée. Ils vivent en général en petits groupes parmi les falaises situées en contrebas du Piz Trupchun.

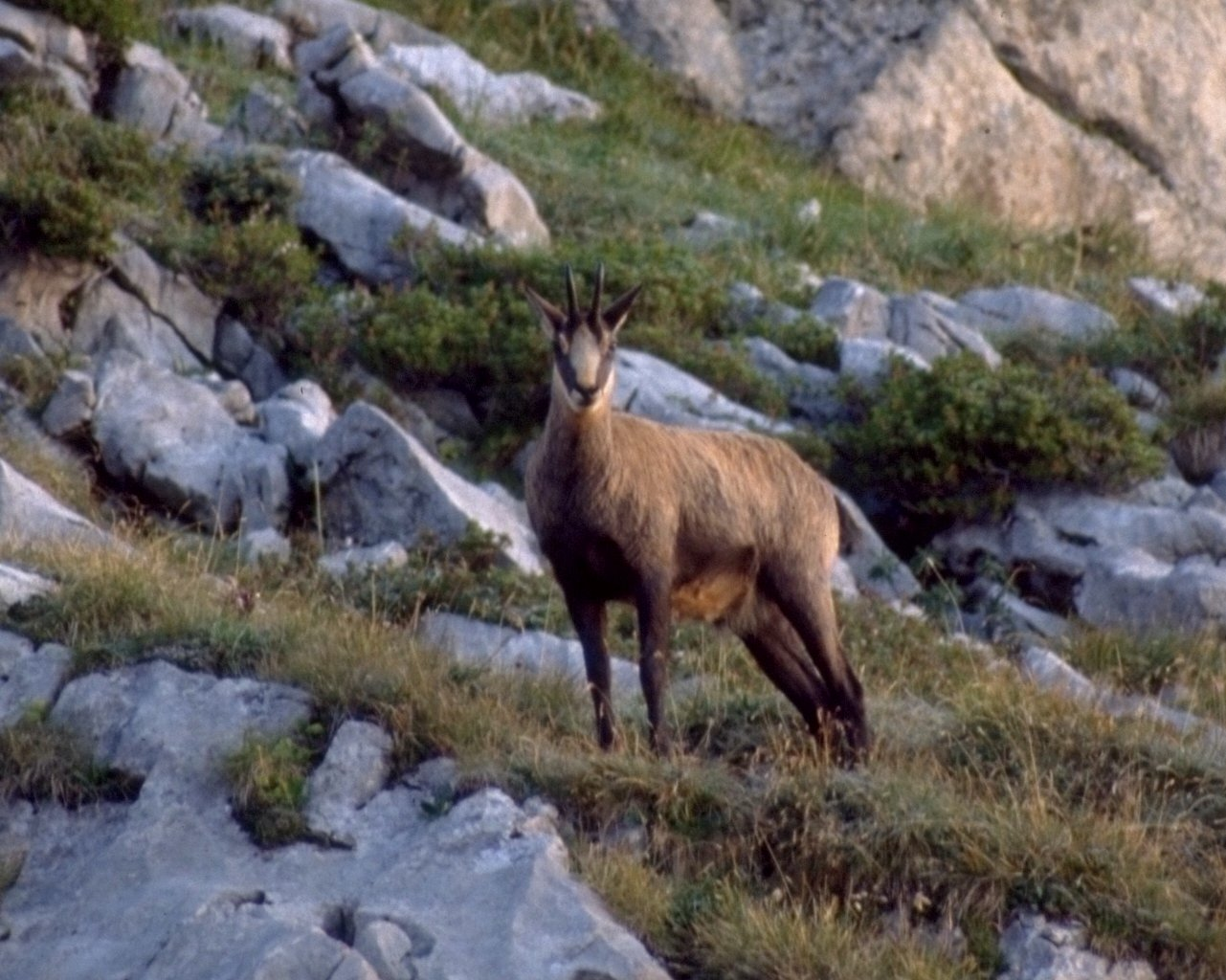
Un chamois.

De nombreuses espèces d'oiseaux vivent également dans le val Trupchun. Outre le cassenoix moucheté déjà cité, de nombreux chocards à bec jaune vivent non loin de l'Alp Trupchun. Plus bas, parmi les mélèzes, les mésanges huppées côtoient les mésanges noires et les sittelles torchepot. Au bord du torrent, voir un cincle plongeur n'est pas rare. Plus haut, près des bouquetins, vivent lagopèdes et niverolles. Le parc n'étant ouvert qu'en été, les lagopèdes sont visibles surtout dans leur livrée brune tachetée, et pas avec leur plumage blanc d'hiver.
À mi-hauteur du vallon, sur le flanc est, proche du Piz d'Esan, une aire d'aigles royaux peut être observée à la longue vue. Un couple d'aigles y niche régulièrement depuis plusieurs années et survole la vallée. Plus rarement, il est imité par le gypaète barbu, dont plusieurs individus ont été réintroduits depuis 1991 dans le val Stabelchod, non loin de là. Ce rapace, reconnaissable en vol à sa queue en losange se nourrit exclusivement d'os et de carcasses. Il est donc sans danger pour les marmottes, qui ne manqueraient cependant pas de vous le signaler par leurs sifflements s'il survolait le val Trupchun.

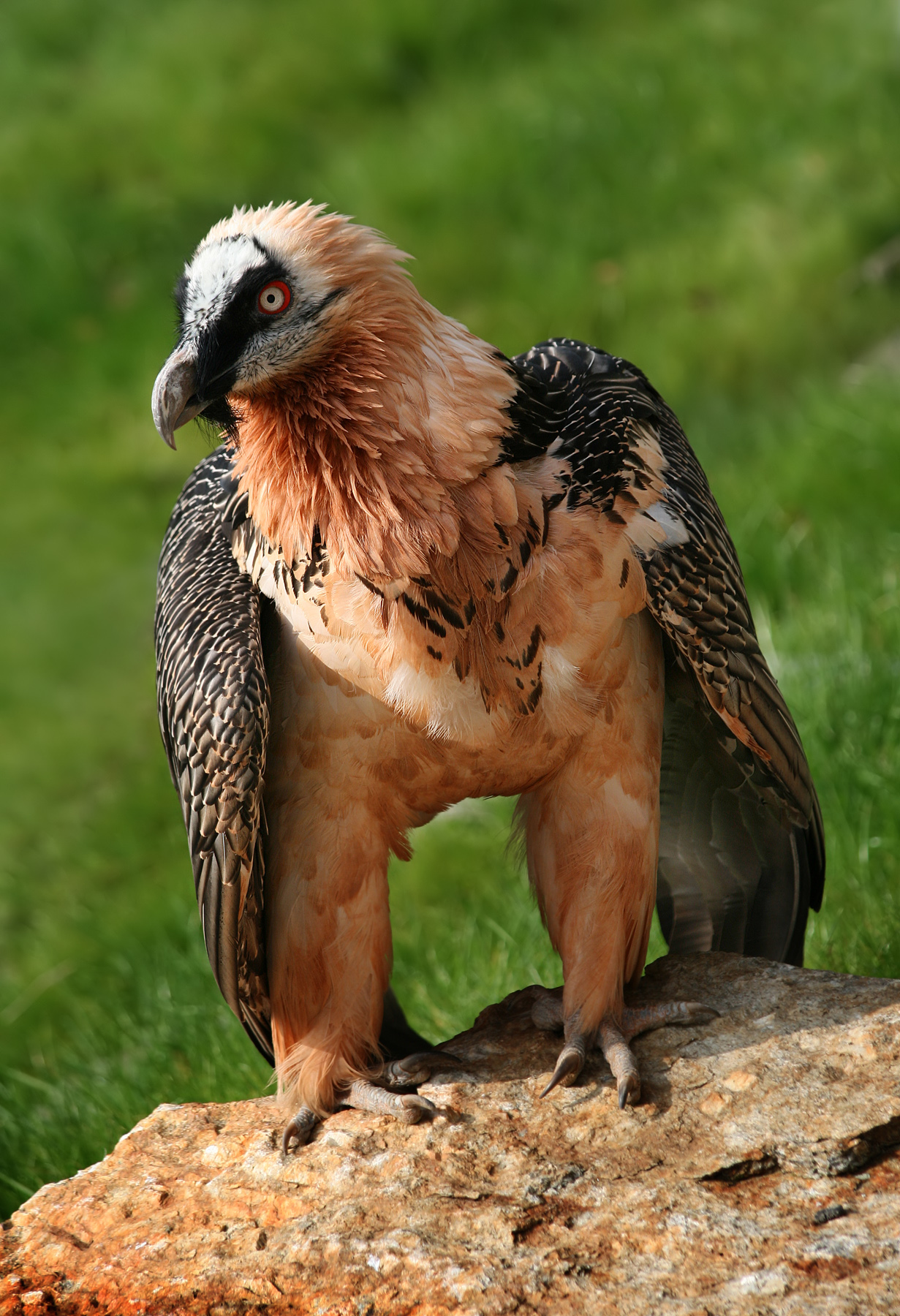
Un gypaète barbu (Gypaetus barbatus).